# Parafia Przemienienia Pańskiego w Firleju
Parafia Przemienienia Pańskiego w Firleju – parafia rzymskokatolicka w Firleju.

## Zasięg parafii
Do parafii należą wierni z następujących miejscowości: Nowy Antonin, Stary Antonin, Baran, Czerwonka-Gozdów, Czerwonka Poleśna, Firlej, Kunów, Przypisówka, Serock, Trójna, Wólka Mieczysławska, Zagrody Łukówieckie

## Historia parafii

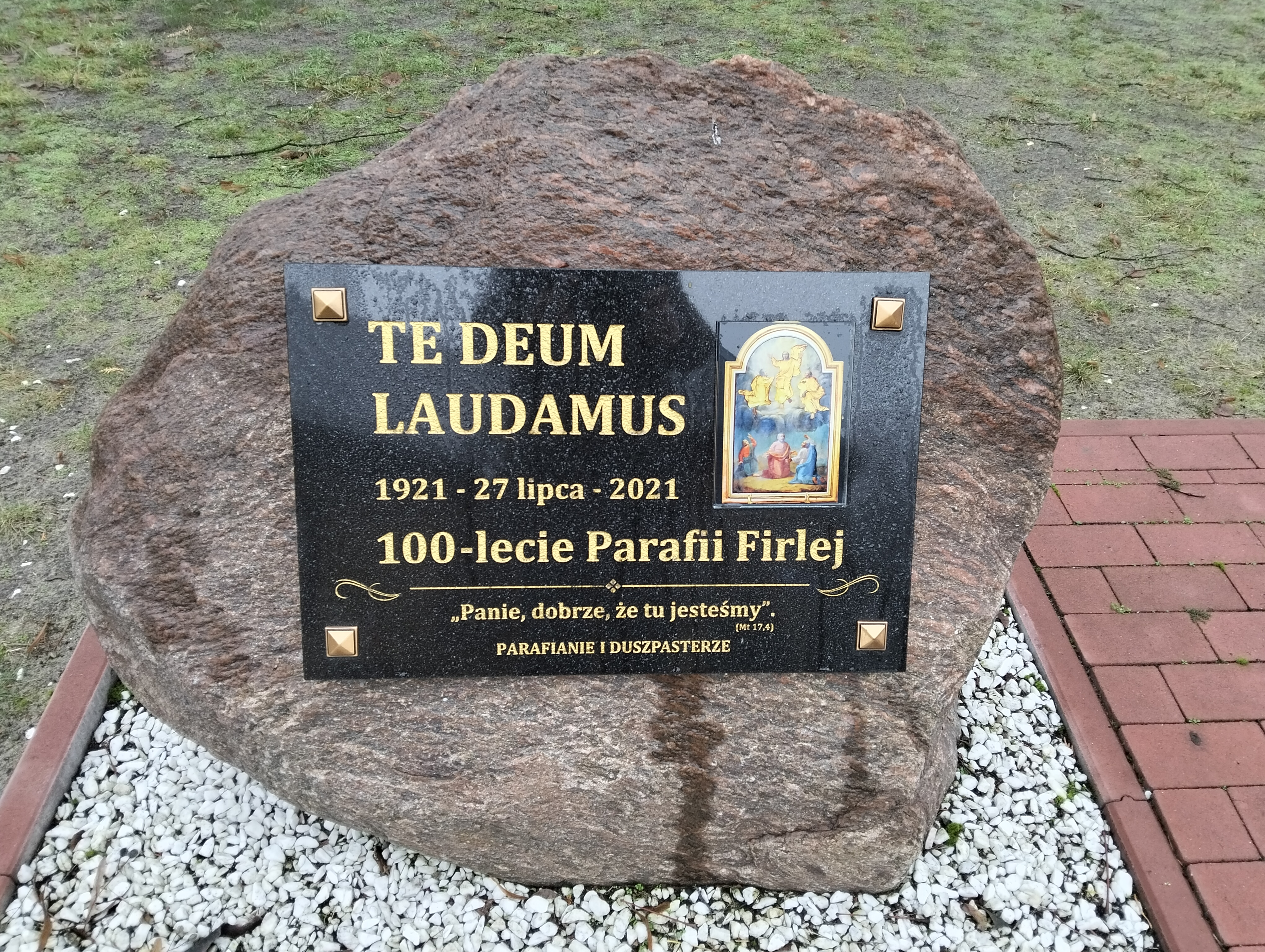
Tablica stulecia parafii

Firlej założono w 1557 r. Prawdopodobnie w tym czasie wybudowano także kościół, który był filią parafii Lubartów. W niedługim czasie pojawili się tu kalwini. Posiadali tu silną pozycję do końca I ćwierci XVII w. Ponownie zaczyna wtedy funkcjonować filia parafii Lubartów. Od XVII w. rezydował tu duszpasterz. W 1800 r. założono cmentarz. Formalna erekcja parafii nastąpiła w 1921 r. dekretem bpa Marina Fulmana. Kościół uposażono przez fundatorów w ziemię. Parafia od początku należy do dekanatu Lubartów. Archiwum przechowuje m.in. księgi urodzeń od 1685 r., księgi zmarłych od 1719, zaślubionych od 1745 oraz kronikę parafialną.
Pierwszy kościół drewniany wybudowano w Firleju po założeniu miasta. Po 1557 r. Jan Firlej oddał go kalwinom, a ci posiadali go do około 1636 r. Nowa świątynia wybudowana została w 1685 r. dzięki proboszczowi lubartowskiemu, ks. Mateuszowi Graniewskiemu. Obecnie istniejący kościół drewniany, wybudowany został w 1879 - 80 r., pw. Przemienienia Pańskiego, staraniem ks. Remigiusza Krześniaka. W 1927 r. ks. Szymon Tomaszewski przesunął główny ołtarz i dobudował zakrystię, wewnątrz ułożono posadzkę. Remontowany w 1938 r., kilkakrotnie malowany.
Na chórze muzycznym 10-głosowe organy z 1883 r. (główny remont i strojenie – 1974). W zakrystii przechowuje się ołtarz polowy 1 pułku ułanów z 1831 r. Obok kościoła murowana dzwonnica wybudowana przez ks. Zubrzyckiego w 1907 r. z 3 dzwonami, poświęconymi w 1975 r. przez bpa Edmunda Ilcewicza.
Inne zabytki sakralne:
- kapliczka drewniana z XIX/XX w. w Przypisówce z rzeźbą św. Jana Nepomucena
- kapliczka Matki Bożej w Antoninie Nowym

## Kościół parafialny
Kościół jest konstrukcji zrębowej, oszalowany, jednonawowy. Przy nawie 2 kaplice i kruchta, przy prezbiterium zakrystia, nad nawą wieżyczka na sygnaturkę. Wewnątrz kościoła są 3 ołtarze drewniane, główny rokokowy z XVIII w z obrazem Przemienienia Pańskiego z XIX w. Ołtarze boczne – XVIII/XIX w. z elementami rokokowymi – w kaplicach: w prawej – z obrazem Matki Bożej z XVIII w., w lewej – z dużym krucyfiksem.